# Vasileios Gaitanis
Vasileios Gaitanis (in greco Βασίλειος Γαϊτάνης?; 6 novembre 1991) è un taekwondoka greco.

## Palmarès
- Europei

Manchester 2012: argento nei 63 kg.